# 香料糕饼

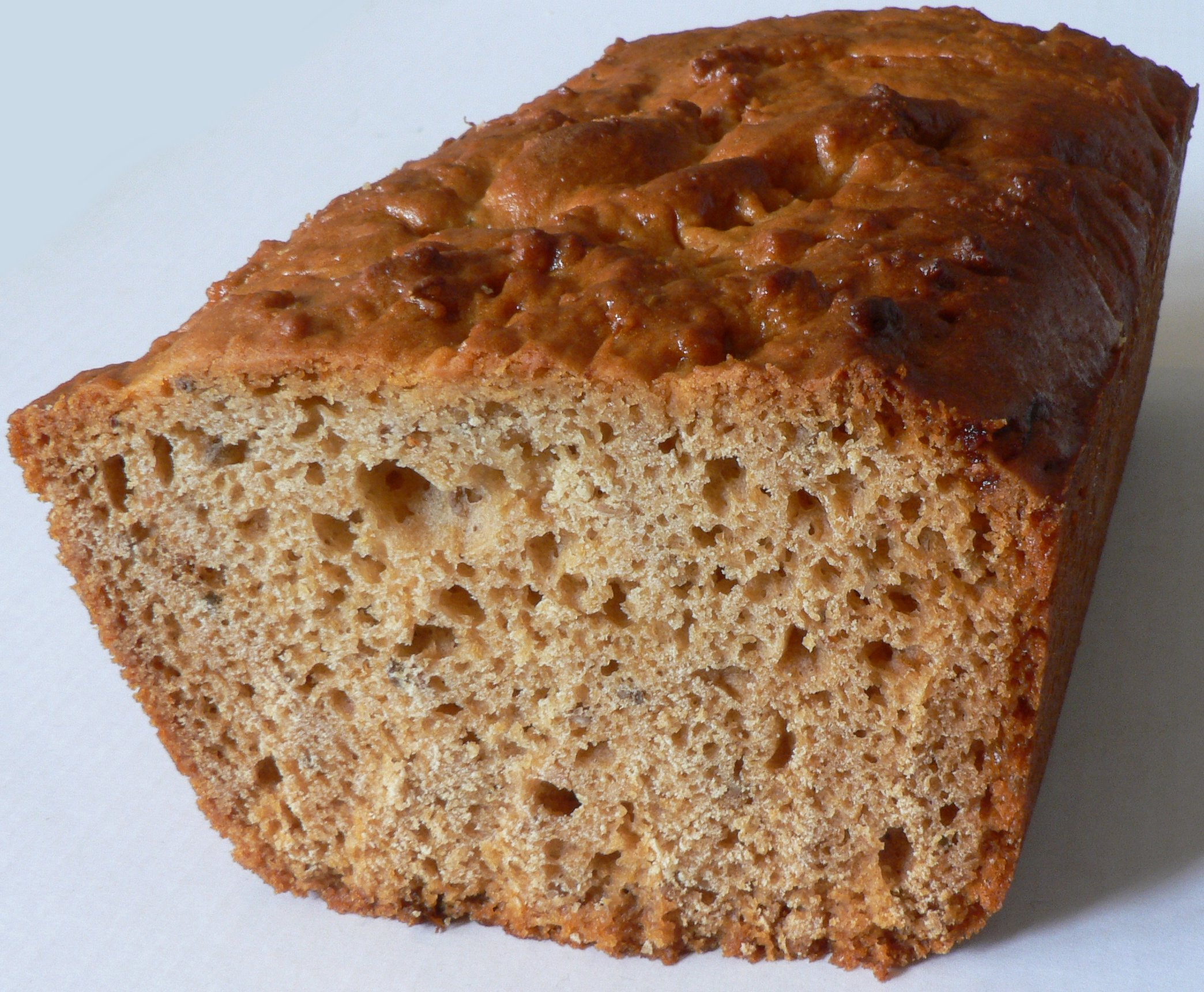
香料糕饼

香料糕饼（法语：Pain d'épices），又稱為潘德匹斯、香料麵包，是法国東北部的一种傳統麵包，由黑麥烘烤製成，口感介於麵包和蛋糕之間，有濃烈的香料刺鼻氣味，這種糕餅既可以作為普通麵包的高級替代品，也可以切成小塊變成餐後甜點蛋糕。
根据法兰西学院词典（1694年），其成份包括黑麦、蜂蜜和香料，在今日的法國也會加入茴芹或生姜 ，在布列塔尼會使用荞麦和蜂蜜製作，而在阿尔萨斯會放入桂皮。
根据Maguelonne Toussaint-Samat，香料糕饼的商业化生产始于兰斯，配方出自于一位来自布尔日的糕点厨师，受到查理七世和他的情婦阿涅絲·索蕾的追捧。1571年和1596年，兰斯和巴黎的香料糕饼行会分别制定了规章，而第戎產的香料糕饼在拿破仑时期成為了其中最著名的代表。